# Elezioni presidenziali in Portogallo del 2006
Le elezioni presidenziali in Portogallo del 2006 si tennero il 22 gennaio; videro la vittoria di Aníbal Cavaco Silva, esponente del Partito Social Democratico.

## Risultati
| Aníbal Cavaco Silva    | Partito Social Democratico - Partito Popolare | 2 773 431 | 50,54 |  |  |  |  |  |
| Manuel Alegre          | Indipendente                                  | 1 138 297 | 20,74 |  |  |  |  |  |
| Mário Soares           | Partito Socialista                            | 785 355   | 14,31 |  |  |  |  |  |
| Jerónimo de Sousa      | Coalizione Democratica Unitaria               | 474 083   | 8,64  |  |  |  |  |  |
| Francisco Louçã        | Blocco di Sinistra                            | 292 198   | 5,32  |  |  |  |  |  |
| António Garcia Pereira | Partito Comunista dei Lavoratori Portoghesi   | 23 983    | 0,44  |  |  |  |  |  |
| Totale                 | Totale                                        | 5 487 347 | 100   |  |  |  |  |  |
|                        |                                               |           |       |  |  |  |  |  |
| Schede bianche         | Schede bianche                                | 59 636    | 1,07  |  |  |  |  |  |
| Schede nulle           | Schede nulle                                  | 43 149    | 0,77  |  |  |  |  |  |
| Votanti                | Votanti                                       | 5 590 132 |       |  |  |  |  |  |